# Minna Wagner (Sängerin)

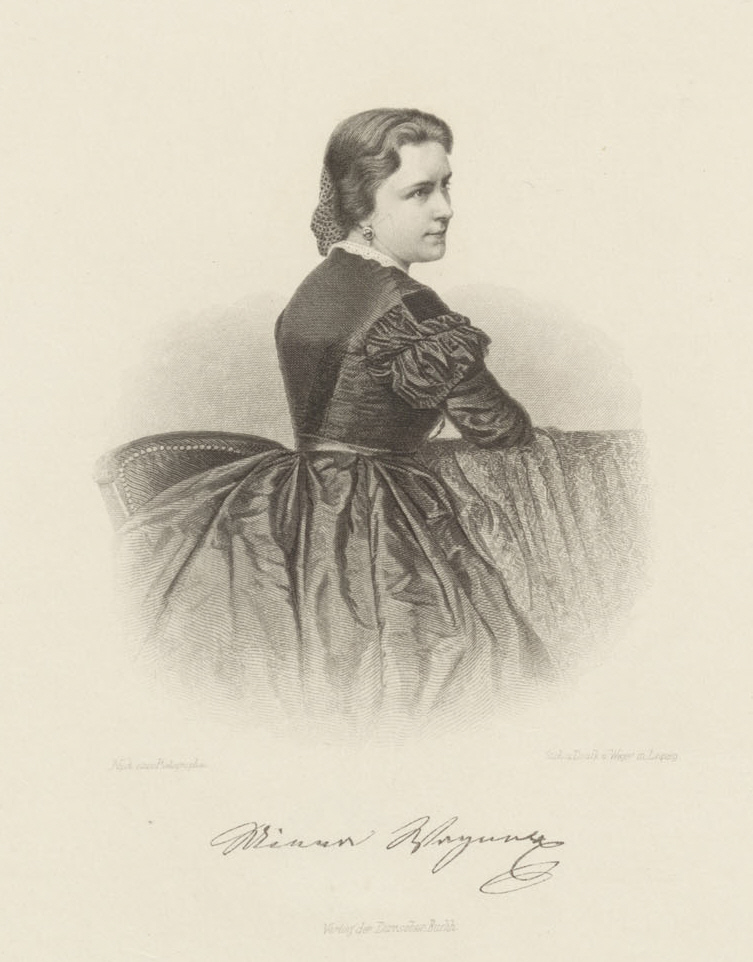
Minna Wagner

Minna Wagner, verheiratete Minna Ueberhorst, (geb. 25. Oktober 1840 Nordhausen; gest. 28. Dezember 1910 in Dresden) war eine deutsche Theaterschauspielerin und Opernsängerin.

## Leben
Wagner war die Tochter von Theodor Wagner, berühmter Bonvivant und erster „Pariser Taugenichts“ in Deutschland und Mathilde Wagner, seinerzeit Schauspielerin am Carltheater. Sie war eine beliebte Gesangssoubrette und namentlich als Operettensängerin von 1864 bis Mitte der 1880er Jahre an hervorragenden Bühnen wie Wien, Hamburg, München und Dresden erfolgreich künstlerisch tätig.
Verheiratet war sie mit dem Opernsänger und Schriftsteller Karl Ueberhorst.